# 半球表演與政治研究學會
「半球表演與政治研究學會」（The Hemispheric Institute of Performance and Politics），是一個匯集了從學術、藝術、政治、與社會學等多方面研究美洲表演文化的機構。由於焦點聚集在美洲（特別是中南美），因此以「半球」作為機構的代表性名稱。

## 歷史沿革
「半球表演與政治研究學會」創立於1988年，由黛安娜·泰勒（Diana Taylor）、賽卡·李基埃羅（Zeca Ligiéro）、賈維爾·塞瑪（Javier Serna）和路易斯·佩拉諾（Luis Peirano）等人共同創立。主要主持人黛安娜·泰勒是紐約大學表演研究研究所（Department of Performance Studies（页面存档备份，存于））以及西班牙暨葡萄牙學系（Department of Spanish and Portuguese）的教授，她是研究拉丁美洲戲劇及表演的巨擘，其相關著作贏得許多重要的獎譽。

## 創立宗旨
此機構設立的宗旨是為美洲地區跨文化表演和綜合學科研究提供更多元的空間，並且藉此創造平台，讓致力於美洲表演藝術的藝術家和從事相關研究工作的學者在這裡能有更多交流和發聲的機會。

## 現況
「半球表演與政治研究學會」目前有兩個中心，分別設置於美國紐約大學（New York University）以及墨西哥的聖克里斯托瓦爾-德拉斯卡薩斯（San Cristóbal de las Casas）。
位於美國的研究中心隸屬於紐約大學藝術學院（Tisch School）表演研究研究所，擴大之後同時接受其他眾多相關學院的資助和參與。此機構目前以舉辦演講、影像資料、工作坊、研討會等活動為主，機構內並保存了大量珍貴的文獻資料，如影像、錄音、照片……等等，並同時於紐約大學中開設許多拉丁美洲表演文化的相關課程。
位於墨西哥的半球研究中心（Centro Hemisférico）則和「馬雅婦女之力劇場」（Fortaleza de la Mujer Maya，簡稱FOMMA）共同合作，「馬雅婦女之力劇場」是馬雅女性的集體創作劇場，而這裡的半球研究中心則是當地第一個地方研究和文化研究中心，他們致力於在地的表演推廣和文化研究，同時也舉辦各式展覽、研討會、工作坊。「半球表演與政治研究學會」的會員包含了十五個美洲的學術機構以及其他表演團體，目前正在廣招會員，但是仍以機構為主要招收對象，尚不接受個人會員的加入，若個人有興趣則可以申請參加定期舉辦的研討會和相關活動。

## 活動
學會所舉辦的活動和包含的層面相當廣泛多元，目前進行的活動包括：演出、工作坊、學術研討會、工作小組……等。學術研討會（Encuentros）每兩年就會在不同的地區舉辦，為期十天，過去幾年已經在巴西、墨西哥、秘魯和美國舉辦過，2011年預計在加拿大舉辦。工作小組則是集合了研究美洲表演文化的相關學者，依照研究內容分門別類，有宗教、社會、節慶、創傷、記憶與表演、拉丁美洲裡的東方族裔、非裔印族表演……等等，對其進行系統化的資料蒐集和分析。至於影音資料的部分，學會目前已經蒐集超過五百個小時的資料，內容涵括西班牙文、葡萄牙文和英文三種語言。

## 網站
目前學會設置了一個內容詳盡的專屬網站，網站內容的項目主要有：課程、工作小組、研討會議、錄影資料、文獻、線上學術期刊、照片、藝術家資料、訪談、線上論壇。這些資料部分是對外公開的，供社會大眾瀏覽，某些則限於登錄的會員使用。

## 外部連結
- （英文）官方網站